# Майкл Кітінг (політолог)
Майкл Кітінг (нар. 2 лютого 1950 року) — політолог, що спеціалізується на дослідженні націоналізму, європейській та регіональній політиці, професор у Абердінському університеті, співробітник Центру конституційних змін в Единбурзькому університеті (ESRC).

## Походження
Майкл Кітінг народився на північному сході Англії в сім'ї шотландців та ірландців. Він має британське, ірландське та канадське громадянство.
Здобув диплом бакалавра Оксфордського університету та докторську ступінь — у Технологічному коледжі Глазго (нині — Каледонський університет Глазго).

## Наукова діяльність
Кітінг почав працювати професором політології в Університеті Західного Онтаріо, Канада. Потім, з 1979 по 1988 рр. викладав в Університеті Стратклайда. Він був запрошеним професором у Сполучених Штатах, Іспанії, Франції, Австралії та Англії. З 2000 до 2010 рр. перебував на посаді професора політичних і соціальних наук в Європейському університетському інституті, Флоренція. Крім цього, з 2004 по 2007 рр. очолював кафедру.
Він є автором вісімнадцяти книг, а також численних наукових статей і глав. Найбільш відомі публікації:
- Нації проти держави: Нова політика націоналізму у Квебеку, Каталонії і Шотландії (Macmillan, 1996),
- Багатонаціональна демократія: бездержавні нації в пост-суверенітетну еру (Oxford University Press, 2001),
- Уряд Шотландії: організація громадської політики (Edinburgh University Press, 2005),
- Незалежність Шотландії (Oxford University Press, 2009),
- Зміна масштабу європейської держави (Oxford University Press, 2013) та інші.

## Нагороди та відзнаки
Майкл Кітінг — членом Королівського товариства Единбурга, член ради Британської академії, дійсний член академії соціальних наук і член Європейської академії.